# كأس الدوري الياباني 2014
كأس الدوري الياباني 2014 (باليابانية: 2014年のJリーグカップ) هو الموسم 22 من كأس الدوري الياباني. أشرف على تنظيمه دوري الدرجة الأولى الياباني، وكان عدد الأندية المشاركة فيه 18، وفاز فيه غامبا أوساكا.